# منطقة عفرين
منطقة عفرين منطقة سورية إدارية تتبع محافظة حلب ومركزها مدينة عفرين، بلغ تعداد سكان المنطقة 172,095 نسمة حسب التعداد السكاني لعام 2004.

## نواحي منطقة عفرين

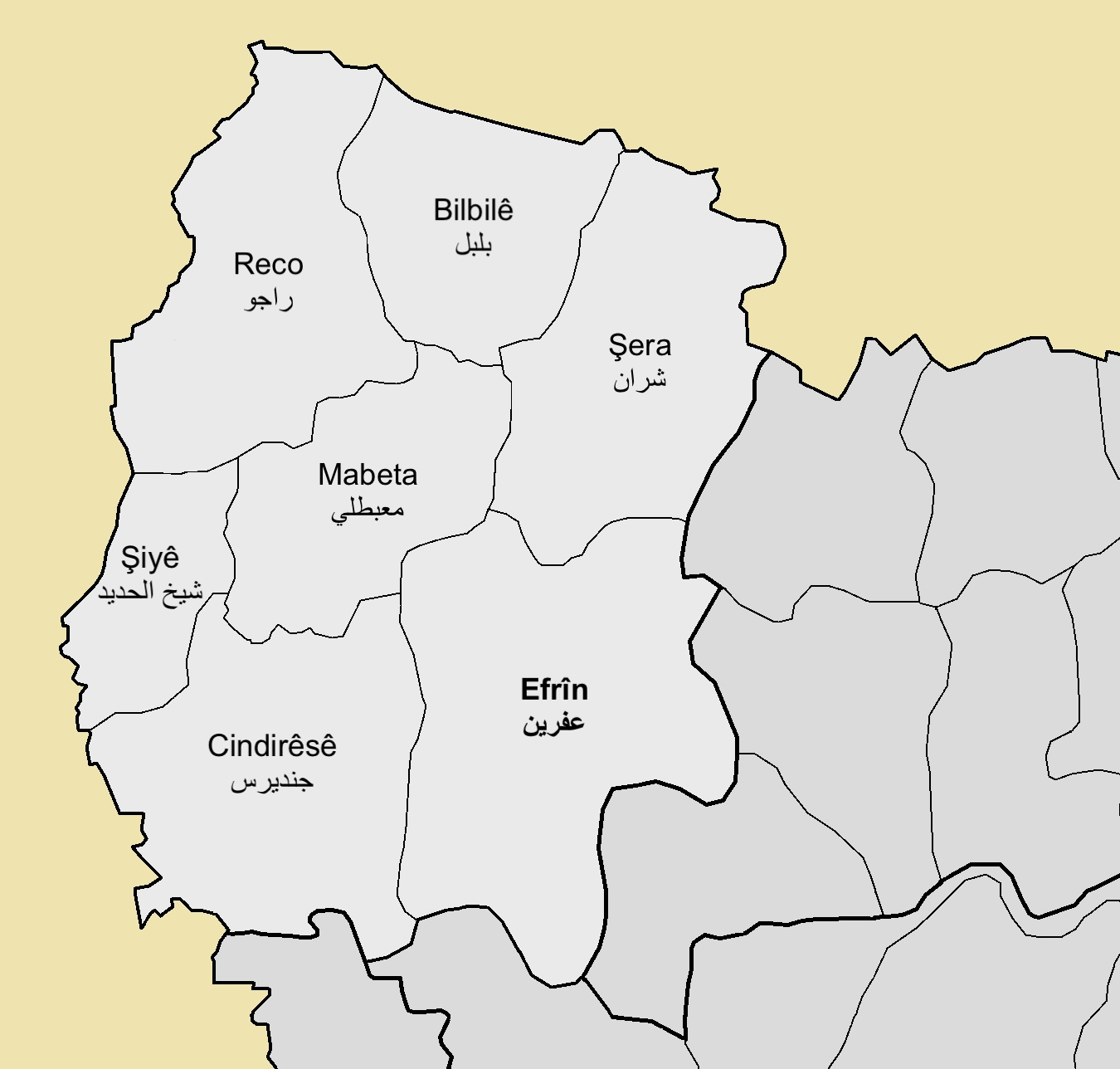
نواحي منطقة عفرين

| اسم الناحية      | المساحة    | عدد السكان | مركز الناحية |
| ---------------- | ---------- | ---------- | ------------ |
| ناحية مركز عفرين | 427٫73 كم² | 66٬188     | عفرين        |
| ناحية بلبل       | 203٫36 كم² | 12٬573     | بلبل         |
| ناحية جنديرس     | 319٫43 كم² | 32٬947     | جنديرس       |
| ناحية راجو       | 283٫12 كم² | 21٬955     | راجو         |
| ناحية شران       | 305٫18 كم² | 13٬632     | شران         |
| ناحية شيخ الحديد | 93٫52 كم²  | 13٬871     | شيخ الحديد   |
| ناحية معبطلي     | 208٫51 كم² | 11٬741     | معبطلي       |